# 柳原良平
柳原 良平（やなぎはら りょうへい、1931年8月17日 - 2015年8月17日）は、日本のイラストレーター、漫画家、アニメーション作家、エッセイスト。
東京都出身。「アンクルトリス」の産みの親として、また無類の船好きとしても知られる。過去には「帆船日本丸記念財団」の理事も務めていた。西村捨三のひ孫。元読売ジャイアンツの広田順は再従兄弟にあたる。

## 来歴・人物
東京府豊多摩郡杉並町東田町（現在の東京都杉並区成田東）生まれ。6歳の時、父親の転勤により関西へ転居し、京都、西宮、豊中で少年期を過ごした。
1954年、京都市立美術大学（現・京都市立芸術大学）工芸科図案専攻卒業。大学では商業デザインを学ぶ。海運会社専属の画家を目指すが日本にはそのような職がなく、あきらめて壽屋（現・サントリー）に入社。同社宣伝部で開高健、山口瞳とともにトリスウイスキーのCMを制作、柳原の描いたCMキャラクターの「アンクルトリス」が人気となり毎日産業デザイン賞、広告電通賞などを受賞。その後、サントリーが制作した洋酒天国に掲載したイラストも人気を呼ぶ。
また、個人アニメーション作品を制作。1960年には 久里洋二・真鍋博と「アニメーション三人の会」を結成。草月ホールで定期的に上映会を行う。なお、作家となった山口瞳の著書のカバー絵や挿絵の多くを担当している。山口の小説を映画化した『江分利満氏の優雅な生活』でもアニメーションを担当している。
1959年のサントリー退社後は、船や港をテーマにした作品や文章を数多く発表した。
漫画家として1962年3月25日から1966年6月21日まで、4コマ漫画『今日も一日』を読売新聞夕刊に連載。また、公明党の機関紙・公明新聞にも4コマ漫画『良ちゃん』を連載した。
1968年、至誠堂より『柳原良平 船の本』を出版。同シリーズは第5巻まで出版され、日本では知られていない多数の船を含む船舶をイラストつきの情報で紹介した。これらの書籍は、現代日本における船舶趣味・クルーズ趣味などへの源流となった。
1977年に第26回横浜文化賞、1987年に運輸大臣賞、1990年に第37回運輸省交通文化賞をそれぞれ受賞している。
2000年時点で商船三井、佐渡汽船、太平洋フェリー、東海汽船など海運7社から名誉船長の称号を贈られている。特に東海汽船では高速船「アルバトロス」のデザインや、さらにジェットフォイル「セブンアイランド（愛・虹・夢）」の命名並びにデザインを担当している。また、商船三井では同社のコンテナの「アリゲータ」マークをデザインしており、同社のWEBサイトのトップページにも柳原のイラストが使用されている。
この他にも相模鉄道6000系「緑園都市号」のデザインも手がけた。
港町である旧清水市（現在の静岡市清水区）を題材とした作品も多く残しており、清水銀行の通帳イラストや、東名高速道路清水ICに隣接する庵原配水場の貯水槽（水道配水のための一時貯留に使用）壁面に描かれているイラストを担当。
横浜市の再開発・埋立地区「みなとみらい21」という街の名称は一般公募により選ばれたものだが、市の一次選考では落選したものの、二次選考委員であった柳原が「横浜といえば港町である」として強く推したことで再度発掘され、最終決選投票で選出されるに至った（「横浜みなとみらい21#街の名称について」も参照）。
2015年8月17日、呼吸不全のため横浜市内の病院で死去。84歳没。通夜・葬儀は近親者のみで行われた。生没同日であった。同年12月12日、関内「せんたあ画廊」での追悼展初日に作品集「柳原良平の仕事」（玄光社刊）が刊行された。
横浜市在住だが、広島県尾道市に柳原の資料を収集した「アンクル船長の館」が1995年から2009年まで開設されていた。また2018年3月27日には、みなとみらい地区にある横浜みなと博物館内に常設展示室「柳原良平アートミュージアム」が開設された。

## 著書
- 『もけい工作』国土社 みつばちぶっくす 1964
- 『ばいかる丸』岩崎書店 ポニー・ブックス 1965
- 『船の本』第1-5　至誠堂 1968-76
- 『海と港と船 日本の商船』監修 ノーベル書房 1969
- 『船ふね』主婦と生活社 世界ののりもの 1971
- 『橘丸物語り』西村慶明共著 至誠堂 1972
- 『船旅の絵本』文芸春秋 1972（のち徳間文庫）
- 『船の模型の作り方』至誠堂 1973
- 『柳原良平船の画集』海文堂出版 1973
- 『柳原良平船の世界』誠文堂新光社 1973
- 『『むつ』漂流』至誠堂 1975
- 『アンクル・トリス交遊録』大和出版 1976（のち旺文社文庫）
- 『船旅と世界の港町 柳原良平画集』講談社 1978
- 『船とボク』筑摩書房 ちくま少年文庫 1978
- 『気がつけば港町ばっかり』山と渓谷社 たまにひとりでシリーズ 1979
- 『「客船史」を散歩する』出版協同社 1979
- 『世界の客船』中村庸夫写真 平凡社 1979
- 『船キチ良平と氷川丸』国土社 日本少年文庫 1981
- 『花と魚と 柳原良平画文集』同時代社 1982
- 『オランダ帆船と北欧フェリーの旅』国鉄厚生事業協会 弥生叢書 1983
- 『世界の客船』中村庸夫共著 保育社 カラーブックス 1983
- 『みなと横浜片思い』至誠堂 1983
- 『柳原良平の船の博物館』東洋経済新報社 1985
- 『船旅絵日記 柳原良平船の本①』徳間文庫 1986
- 『船キチの記 柳原良平船の本②』徳間文庫 1987
- 『船旅を楽しむ本』講談社現代新書 1987
- 『かおかおどんなかお』作・絵 こぐま社 1988
- 『船図鑑 柳原良平船の本③』徳間文庫 1988
- 『人をのせる船』構成 国土社 シリーズ・船 1989
- 『良平のヨコハマ案内』徳間文庫 1989
- 『絵巻えほん船』こぐま社 1990
- 『船旅への誘い クルージング讃歌』石郷岡まさお写真 東京書籍 1991
- 『このにおいなんのにおい』作・絵 こぐま社 1993
- 『良平の横浜みなとスケッチ』NTT出版 気球の本 1995
- 『良平の東京湾みなとスケッチ』画・文 NTT出版 気球の本 1997
- 『ゆめにこにこ』作・絵 こぐま社 1998
- 『のりものいっぱい』作・絵 こぐま社 2003
- 『柳原良平の装丁』DANぼ 2003
- 『柳原良平船キチの航跡』海事プレス社 2003
- 『ボクふねにのる』作・画 佼成出版社 2004
- 『やさいだいすき』作・絵 こぐま社 2004
- 『おうちのともだち』作・絵 こぐま社 2006
- 『見て塗って楽しむ 柳原良平の「船・12ヵ月」』 海文堂出版 2006
- 『むにゃむにゃきゃっきゃっ』作・絵 こぐま社 2009
- 『柳原良平の仕事』玄光社 2015
- 『機関誌「ふねとうみ」船絵集 画家柳原良平作』海難審判・船舶事故調査協会 2016